# Rabbit Hole
A Rabbit Hole egy amerikai televíziós kémthriller sorozat, amelyet John Requa és Glenn Ficarra készített a Paramount+ számára. A sorozat főszereplője Kiefer Sutherland, aki egy gyilkossággal vádolt kémügynököt alakít. A sorozat 2023. március 26-án debütált az Egyesült Államokban, Magyarországon pedig 2023. március 31-én mutatta be a SkyShowtime.

## Szereplők

### Fő
- Kiefer Sutherland mint Jonathan Weir
- Meta Golding mint Hailey Winton
- Enid Graham mint Josephine „Jo” Madi
- Rob Yang mint Edward Homm
- Walt Klink mint A tanonc
- Charles Dance mint Dr. Ben Wilson

### Visszatérő
- Jason Butler Harner mint Miles Valence
- Jed Rees mint Manfred Larter
- Ishan Davé mint Hafiz
- Wendy Makkena mint Debra
- Peter Weller mint Crowley
- Mark Winnick mint Crowley fiatalon
- Maia Jae Bastidas mint Eliza Wells

## Epizódok
| #  | Cím                                         | Rendező                     | Író                              | Premier                             |
| -- | ------------------------------------------- | --------------------------- | -------------------------------- | ----------------------------------- |
| 1. | Pilot (Pilot)                               | Glenn Ficarra és John Requa | Glenn Ficarra és John Requa      | 2023. március 26. 2023. március 31. |
| 2. | Bármelyik pillanatban (At Any Given Moment) | Glenn Ficarra és John Requa | Glenn Ficarra és John Requa      | 2023. március 26. 2023. március 31. |
| 3. | The Algorithms of Control                   | Glenn Ficarra és John Requa | Glenn Ficarra és John Requa      | 2023. április 2. 2023. április 7.   |
| 4. | The Person in Your Ear                      | Jon Cassar                  | Hunt Baldwin                     | 2023. április 9. 2023. április 14.  |
| 5. | Tom                                         | Dan Attias                  | Wendy Riss                       | 2023. április 16. 2023. április 21. |
| 6. | The Playbook                                | Gwyneth Horder-Payton       | Michael Ballin és Thomas Aguilar | 2023. április 23. 2023. április 28. |
| 7. | Gilgamesh                                   | Batan Silva                 | Hunt Baldwin                     | 2023. április 30. 2023. május 5.    |
| 8. | Ace in the Hole                             | Glenn Ficarra és John Requa | Glenn Ficarra és John Requa      | 2023. május 7. 2023. május 12.      |